# Tubulanus panormitanus
Tubulanus panormitanus är en djurart som tillhör fylumet slemmaskar, och som beskrevs av Monastero 1930. Tubulanus panormitanus ingår i släktet Tubulanus och familjen Tubulanidae. Inga underarter finns listade i Catalogue of Life.